# Odiellus poleneci
Odiellus poleneci is een hooiwagen uit de familie echte hooiwagens (Phalangiidae).